# Curimata cyprinoides
Curimata cyprinoides és una espècie de peix de la família dels curimàtids i de l'ordre dels caraciformes.

## Morfologia
- Els mascles poden assolir 21,3 cm de llargària total.[5]

## Hàbitat
Viu en zones de clima tropical entre 23 °C - 27 °C de temperatura.

## Distribució geogràfica
Es troba a Sud-amèrica: delta del riu Orinoco, curs inferior del riu Amazones, riu Tocantins i conques fluvials atlàntiques de les Guaianes.